# Пионирска улица (Врање)
| Пионирска улица                        | Пионирска улица     |
| -------------------------------------- | ------------------- |
|                                        |                     |
| Почетак                                | Трг Станише Стошића |
| Крај                                   | Карађорђева улица   |
| Дужина                                 | 120 m               |
| Ширина                                 | 6 m                 |
| Створена                               | 1928. год.          |
| Названа                                | 1947. год.          |
| Стари називи                           | Светосавска улица   |
|                                        |                     |
|                                        |                     |
| Данашњи изглед Пионирске улице у Врању |                     |

Пионирска улица у Врању  је смештена у централном делу граду. Простире се од трга Станише Стошића до Карађорђеве улице.

## Историјат
Пионирска улица је мењала назив. Октобра 1928. врањска Општина коначно је нумерисала улице у граду и свакој згради дала потребне бројеве. По првом нумерисању улица, које је важило до 6. јануара 1929. године, било је укупно 105 улица. Углавном су све те улице, с малим изузетком, биле без турске калдрме, а калдрма је стављена 1926. и 1931. године, и то само у неким улицама у центру града.
Од октобра 1928. године улица носи назив Светосавска. Године 1947. улица добија назив Пионирска. Овај назив је задржала до данас.

## Данас
Дужина улице износи 120 метара.
Иако је Пионирска улица кратка у њој данас се налазе значајни објекти и споменици.
Народни музеј
На почетку улице налази зграда Народног музеја, најстарији и највреднији објекат у граду. Некада је ово здање био  Пашин конак  које је саградио Рауф-бег Џиноли 1765. године. Конак се састоји од две зраде. У првој згради (Народни Музеј) био је селамлук за боравак мушкараца, а у другој (сада елитни есторан) харемлук за пашине жене. Зграда селамлука се налази поред улице, а зграда харемлука иза ње, у дворишту.
Споменик Станиши Стошићу
На тргу испред Народног музеја се налази споменик подигнут у част певачу Станиши Стошићу. Он је био  певач српске народне музике познат по интерпретацијама песама врањанског мелоса.
Основна школа "Вук Караџић"
Основна школа "Вук Караџић" је најстарија школа у Врању. Почела је са радом још пре ослобођења Врања од Турака (1878. године).
Савез глувих и наглувих Србије
Међуопштинска организација глувих и наглувих Врање основана је 20. јула 1956. године. Основни је носилац за задовољење потреба глувих и наглувих особа на територији општина: Врање, Бујановац, Трговиште, Владичин Хан, Сурдулица, Босилеград и Прешево.

## Галерија слика
- Објекти и споменици у Пионирској улици
- Народни музеј у Врању
- Споменик Станиши Стошићу
- Основна школа " Вук Караџић " у Врању
- СНГС у Врању